# 韩家镇
韩家镇，是中华人民共和国陕西省咸陽市彬州市下辖的一个乡镇级行政单位。

## 行政区划
韩家镇下辖以下地区：
韩家村、雷家村、魏兴村、先锋村、任石村、龙尾沟村、鹅池村、元朝村、太光村、闫堡村、店子头村、马家斜村、枣林村、席家店村、新庄村、车家庄村、权家桥村、黄白村和闫家河村。